# Ardisia troyana
Ardisia troyana är en viveväxtart som beskrevs av Ignatz Urban. Ardisia troyana ingår i släktet Ardisia och familjen viveväxter. Inga underarter finns listade i Catalogue of Life.